# Courgeac
Courgeac är en kommun i departementet Charente i regionen Nouvelle-Aquitaine i västra Frankrike. Kommunen ligger  i kantonen Montmoreau-Saint-Cybard som ligger i arrondissementet Angoulême. År 2022 hade Courgeac 170 invånare.

## Befolkningsutveckling
Antalet invånare i kommunen Courgeac
Referens:INSEE